# D2Sb (Inschrift)
D2Sb ist die Abkürzung einer Inschrift von Dareios II. (D2). Sie wurde in Susa (S) entdeckt und von der Wissenschaft mit einem Index (b) versehen. Die Inschrift liegt fragmentarisch auf zwei Säulenbasen in altpersischer, elamischer und babylonischer Sprache vor.

## Inhalt
„§1. Ich (bin) Dareios, der große König, König der Könige, König der Länder, König auf dieser Erde, des Artaxerxes, des Königs, Sohn, ein Achaimenide.
§2. Es kündet Dareios, der König: Diesen Palast hat Artaxerxes früher errichtet, der mein Vater (war); diesen Palast habe später nach dem Willen Ahuramazdas ich errichtet.“

## Beschreibung
Die Inschrift D2Sb ist auf zwei Säulenbasen überliefert. Sie ist dreisprachig. Die unvollständigen zwei Kopien werden mit einem zusätzlichen Index unterschieden. Die erste Kopie enthält vier Zeilen der altpersischen Sprache und fünf Zeilen der babylonischen Sprachversion. Die elamische Version ist abgebrochen. Von der zweiten Kopie sind vier Zeilen der altpersischen und sechs Zeilen der babylonischen Sprachversion erhalten. Die elamische Version ist ebenfalls abgebrochen. Die Fragmente sind aus Stein und befinden sich im Louvre.
Die Inschrift wurde von Jean-Vincent Scheil 1929 veröffentlicht. Da der Name des Königs eingangs des Textes verloren gegangen ist, wurde die Inschrift 1929 wie bereits D2Sa Xerxes I. zugeordnet und 1932 korrigiert. Die Zuweisung an Dareios II. hat sich seither nicht mehr geändert. D2Sb wurde 1953 von Roland Grubb Kent in die Liste der achämenidischen Inschriften aufgenommen.